# Houston Texans 2005
La stagione 2005 degli Houston Texans è stata la quarta della franchigia nella National Football League. La squadra terminò col peggior record della sua storia, 2-14, licenziando il capo-allenatore Dom Capers a fine anno.

## Draft NFL 2005
| Giro/Scelta           | Giocatore       | Ruolo            | College             |
| --------------------- | --------------- | ---------------- | ------------------- |
| 1/16 (Da New Orleans) | Travis Johnson  | Defensive tackle | Florida State       |
| 3/73 (Da Dallas)      | Vernand Morency | Running back     | Oklahoma State      |
| 4/114                 | Jerome Mathis   | Wide Receiver    | Hampton             |
| 5/151                 | Drew Hodgdon    | Centro           | Arizona State       |
| 6/188                 | C.C. Brown      | Safety           | Louisiana-Lafayette |
| 7/277                 | Kenneth Pettway | Linebacker       | Grambling           |

## Staff
Fonte:

## Calendario
| Turno | Data               | Avversario             | Risultato          | Pubblico           |
| ----- | ------------------ | ---------------------- | ------------------ | ------------------ |
| 1     | 11/9/2005          | @ Buffalo Bills        | S 22–7             | 71.781             |
| 2     | 18/9/2005          | Pittsburgh Steelers    | S 27–7             | 70.742             |
| 3     | Settimana di pausa | Settimana di pausa     | Settimana di pausa | Settimana di pausa |
| 4     | 2/10/2005          | @ Cincinnati Bengals   | S 16–10            | 65.714             |
| 5     | 9/10/2005          | Tennessee Titans       | S 34–20            | 70.430             |
| 6     | 16/10/2005         | @ Seattle Seahawks     | S 42–10            | 66.196             |
| 7     | 23/10/2005         | Indianapolis Colts     | S 38–20            | 70.621             |
| 8     | 30/10/2005         | Cleveland Browns       | V 19–16            | 70.064             |
| 9     | 6/11/2005          | @ Jacksonville Jaguars | S 21–14            | 64.613             |
| 10    | 13/11/2005         | @ Indianapolis Colts   | S 31–17            | 57.209             |
| 11    | 20/11/2005         | Kansas City Chiefs     | S 45–17            | 70.481             |
| 12    | 27/11/2005         | St. Louis Rams         | S 33–27 (DTS)      | 70.010             |
| 13    | 4/12/2005          | @ Baltimore Ravens     | S 16–15            | 69.909             |
| 14    | 11/12/2005         | @ Tennessee Titans     | S 13–10            | 69.149             |
| 15    | 18/12/2005         | Arizona Cardinals      | V 30–19            | 70.024             |
| 16    | 24/12/2005         | Jacksonville Jaguars   | S 38–20            | 70.025             |
| 17    | 1/1/2006           | @ San Francisco 49ers  | S 20–17            | 67.970             |